# Ralikrossz-világbajnokság
Az FIA Ralikrossz-világbajnokság (röviditve WRX) egy nemzetközi ralikrosszbajnokság, amelyet a Nemzetközi Automobil Szövetség (FIA) szervez és bonyolít le az IMG Motorsport támogatásával. A széria a szakág legmagasabb szintű bajnoksága. A szériában résztvevő versenyzőknek a Supercar szabályzatainak megfelelő versenyautókkal van lehetőségük részt venni. A bajnokság több állomásból, World RX of-ból (nagydíjakból) áll, amelyet aszfaltozott, illetve külön erre a célra kialakított murvás versenypályákon rendeznek meg. A szezon végén két világbajnokot avatnak: egy egyénit és egy csapatbajnokot.
Az első ralikrossz-világbajnokságot 2014-ben rendezték. A legtöbb forduló Európában kerül megrendezésre, de a világ számos pontján, köztük Abu-Dzabi-ban, a Dél-afrikai Köztársaság-ban és Kanadában is bonyolítanak le versenyeket.

## Lebonyolítás
A bajnokság jelenleg 10 két-napos fordulókból áll. A verseny felépítése a következő:
- A versenyhétvége 4 kvalifikációs futammal (Heat-el) kezdődik. Az indulókat 3-5 fős csoportokra osztják és a versenyző aki 4 kör után (ebbe egy úgynevezett Joker-kör is benne van) a leghamarabb átér a célvonalon lesz az aktuális kvalifikációs futam nyertese. A négy futam összesített eredményei alapján a 12 leggyorsabb versenyző jut tovább az elődöntőbe.
- Az elődöntőben 2 futam kerül lebonyolításra, 6 fős csoportokban. Egy verseny 6 körös ( Joker-körrel együtt) és az első három versenyző a csoportokból jut tovább a fináléba.
- A finálé az elődöntőhöz hasonlóan egy 6 körös versenyből áll ( Joker-körrel együtt). A finálé első helyezettjét nyilvánítják ki a forduló győztesének, azonban ez nem jelenti azt hogy az adott versenyző gyűjtötte be a legtöbb pontot az esemény során.

## Kategóriák
Jelenleg két kategória létezik a bajnokságban, a Supercar és az RX2. Egy elektromos kategória is bevezetésre került volna a 2020-as idénytől kezdődően, azonban 2018. augusztusában bejelentésre került hogy a teljesen elektromos kategória bevezetését 2021-re tolódik el.

## Pontrendszer
| Heat      | 16 | 15 | 14 | 13 | 12 | 11 | 10 | 9 | 8 | 7 | 6 | 5 | 4 | 3 | 2 | 1 |
| Elődöntők | 6  | 5  | 4  | 3  | 2  | 1  |    |   |   |   |   |   |   |   |   |   |
| Finálé    | 8  | 5  | 4  | 3  | 2  | 1  |    |   |   |   |   |   |   |   |   |   |

- A vörös hátterű helyezések a kiesőzónát jelképezik az adott részben.

## Statisztikák

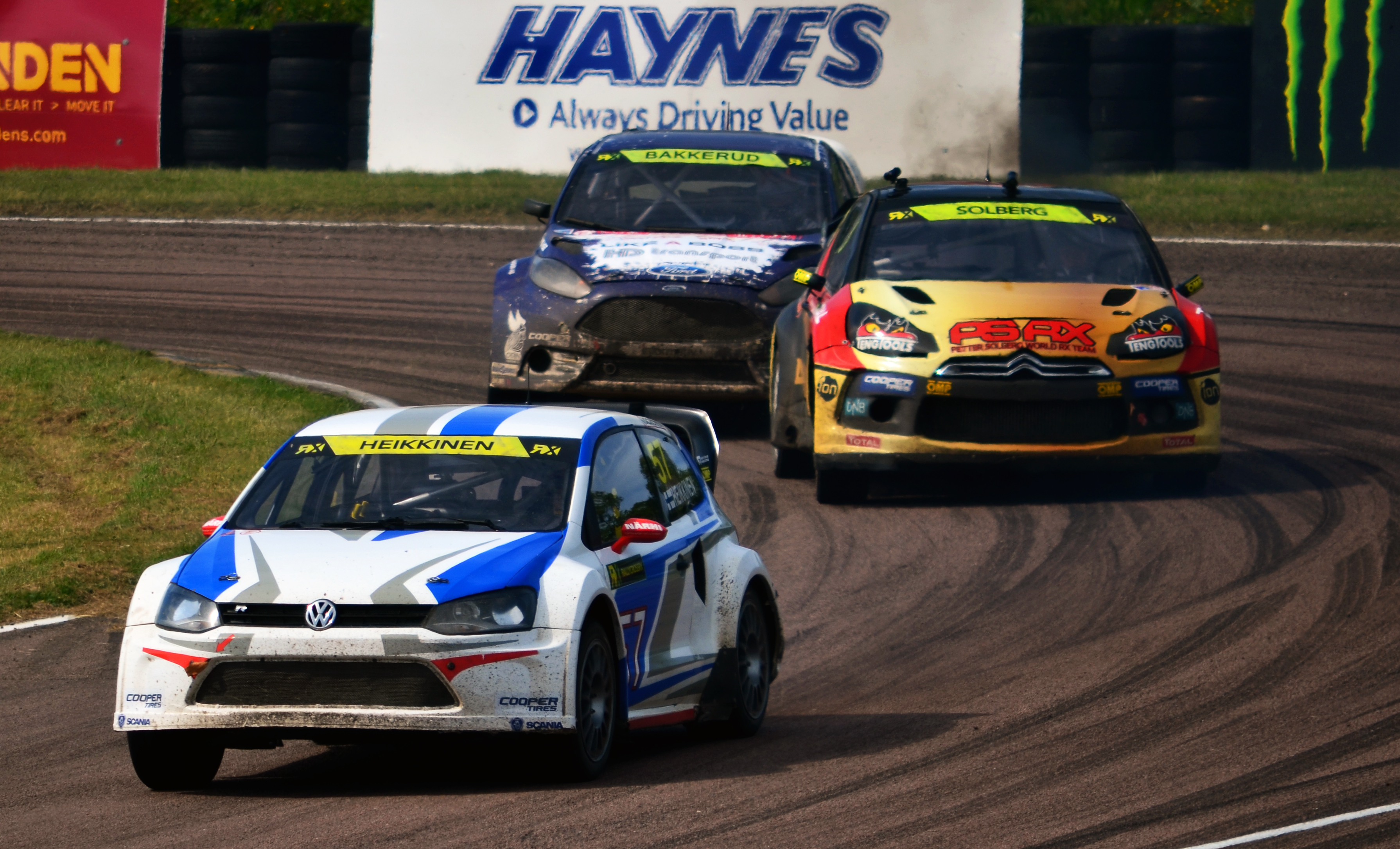
Toomas Heikkinen, Andreas Bakkerud és Petter Solberg a Lydden Hill-i versenypályán

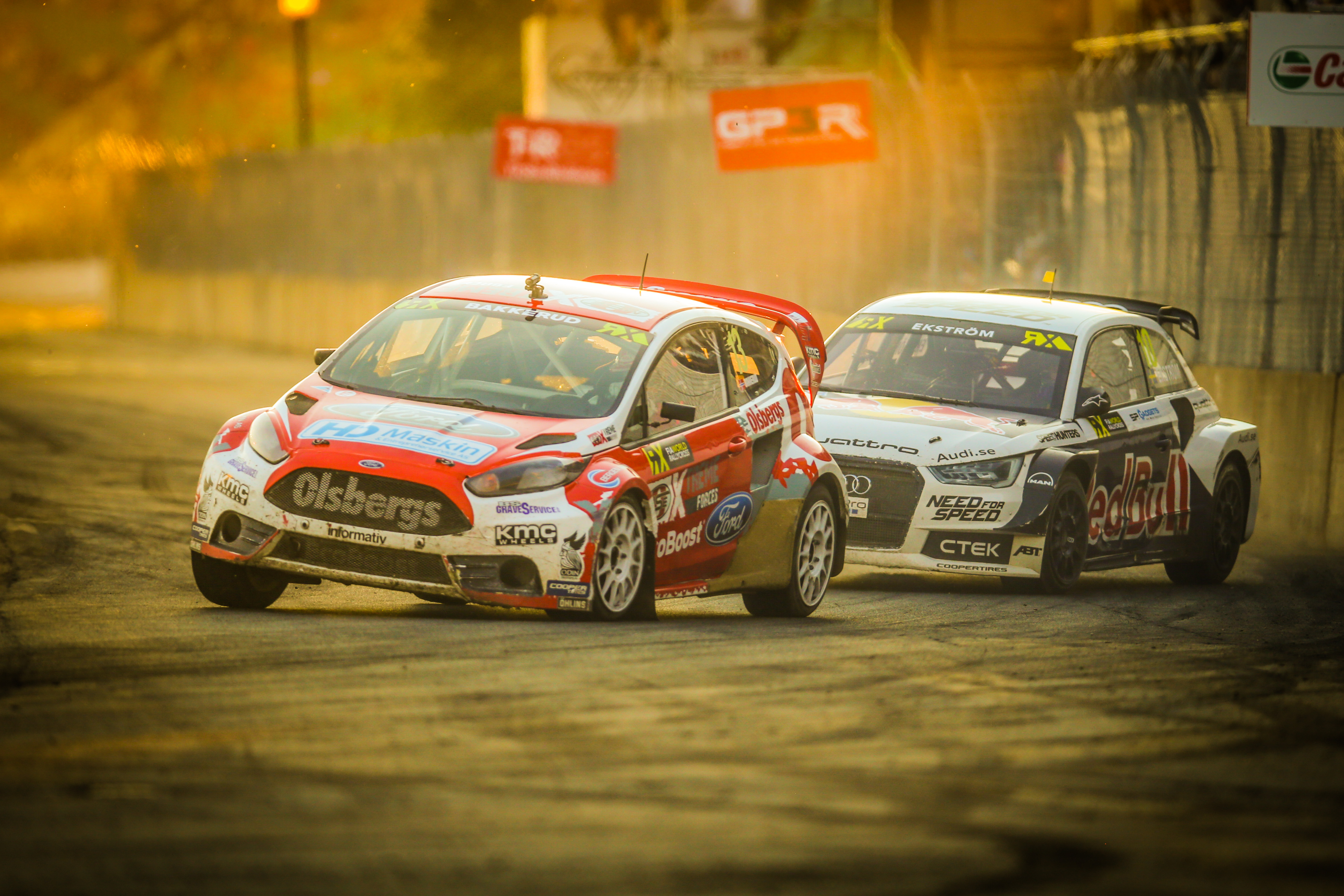
Andreas Bakkerud és Mattias Ekström párharca

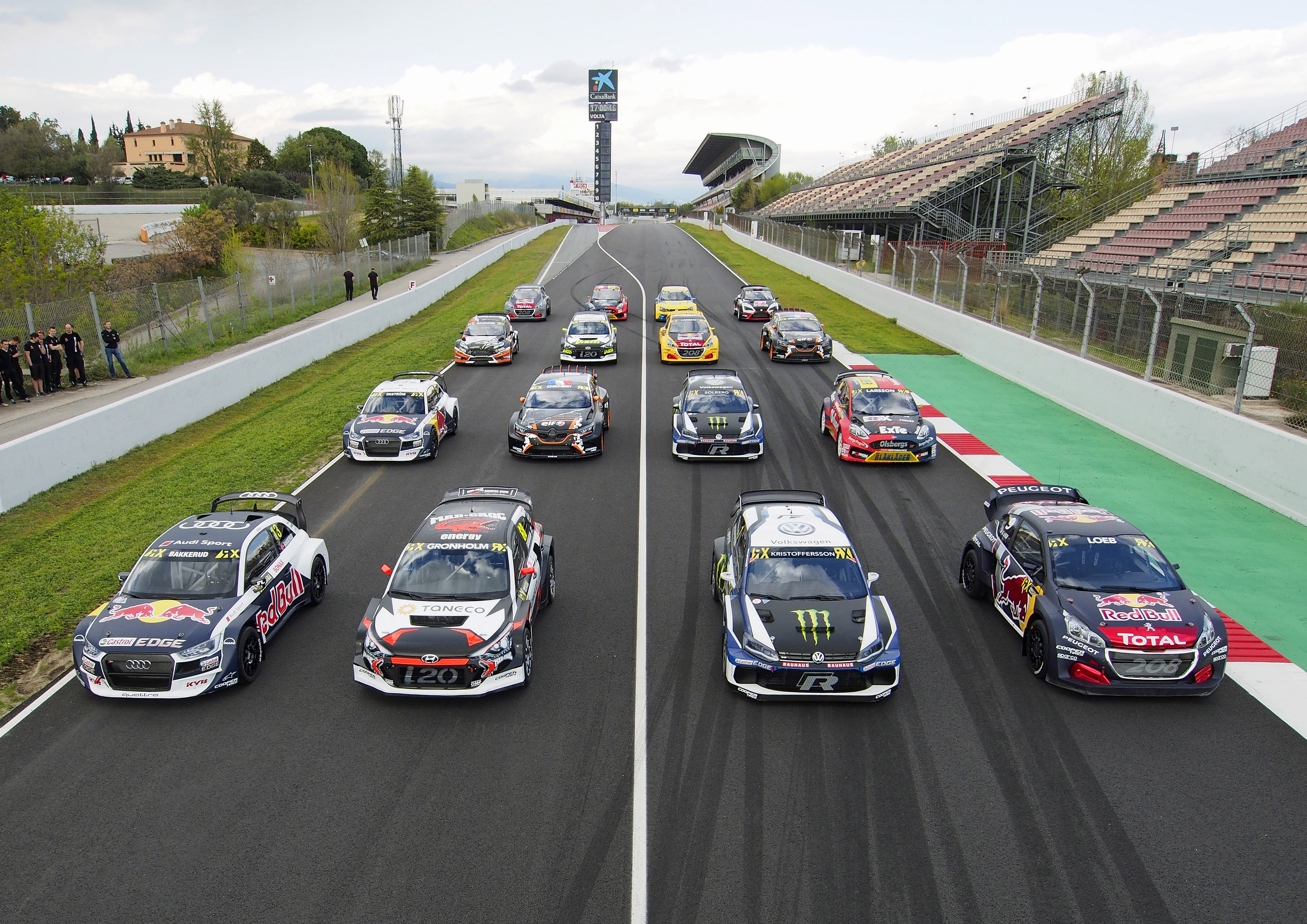
A 2018-as idény mezőnye

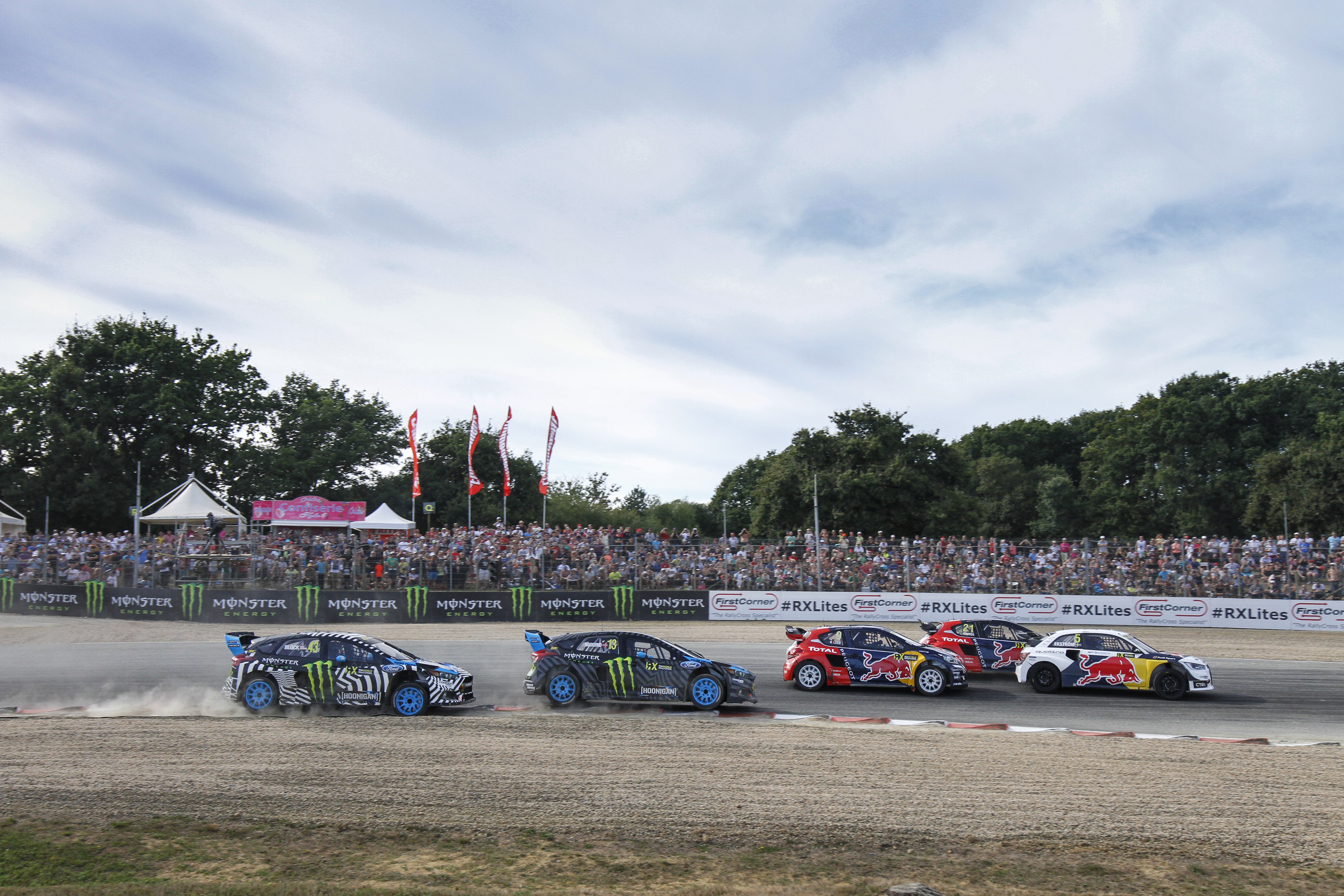
Egy kép a franciaországi fordulóról

### Bajnokok
| Szezon | Egyénibajnokság      | Egyénibajnokság               | Egyénibajnokság     |                        | Csapatbajnokság           | Csapatbajnokság   |
| Szezon | Versenyző            | Csapat                        | Autó                | Csapat                 | Autó                      |                   |
| ------ | -------------------- | ----------------------------- | ------------------- | ---------------------- | ------------------------- | ----------------- |
| 2014   | Petter Solberg       | PSRX                          | Citroën DS3         | Olsbergs MSE           | Ford Fiesta ST            |                   |
| 2015   | Petter Solberg       | SDRX                          | Citroën DS3         | Team Peugeot-Hansen    | Peugeot 208               |                   |
| 2016   | Mattias Ekström      | EKS RX                        | Audi S1             | EKS RX                 | Audi S1                   |                   |
| 2017   | Johan Kristoffersson | PSRX Volkswagen Sweden        | Volkswagen Polo GTI | PSRX Volkswagen Sweden | Volkswagen Polo GTI       |                   |
| 2018   | Johan Kristoffersson | PSRX Volkswagen Sweden        | Volkswagen Polo R   |                        | PSRX Volkswagen Sweden    | Volkswagen Polo R |
| 2019   | Timmy Hansen         | Team Hansen MJP               | Peugeot 208         |                        | Team Hansen MJP           | Peugeot 208       |
| 2020   | Johan Kristofferson  | Volkswagen Dealerteam BAUHAUS | Volkswagen Polo     |                        | KYB Team JC               | Audi S1           |
| 2021   | Johan Kristofferson  | EKS KYB JC                    | Audi S1             |                        | Hansen World RX Team      | Peugeot 208       |
| 2022   | Johan Kristofferson  | Kristoffersson Motorsport     | Volkswagen Polo     |                        | Kristoffersson Motorsport | Volkswagen Polo   |
| 2023   | Johan Kristofferson  | Kristoffersson Motorsport     | Volkswagen Polo     |                        | Kristoffersson Motorsport | Volkswagen Polo   |

| Szezon | RX Lites/RX2/RX2e bajnokok | RX Lites/RX2/RX2e bajnokok | RX Lites/RX2/RX2e bajnokok |
| Szezon | Versenyző                  | Csapat                     | Autó                       |
| ------ | -------------------------- | -------------------------- | -------------------------- |
| 2014   | Kevin Eriksson             | Olsbergs MSE               | OMSE RX Lite Car           |
| 2015   | Kevin Hansen               | Hansen Junior Team         | OMSE RX Lite Car           |
| 2016   | Cyril Raymond              | Cyril Raymond              | OMSE RX Lite Car           |
| 2017   | Cyril Raymond              | Cyril Raymond              | OMSE RX2 Car               |
| 2018   | Oliver Eriksson            | OMSE RX2 Car               | OMSE RX2 Car               |
| 2019   | Oliver Eriksson            | Olsbergs MSE               | OMSE RX2 Car               |
| 2020   | Henrik Krogstad            | Olsbergs MSE               | OMSE RX2 Car               |
| 2021   | Guillaume De Ridder        | Guillaume De Ridder        | ZEROID X1                  |
| 2022   | Viktor Vranckx             | BertVranckx                | ZEROID X1                  |
| 2023   | Nils Andersson             | Team E                     | ZEROID X1                  |

### Győztesek listája
Magyarázat
|        | A versenyző világbajnok.                       |
| Vastag | A versenyző részt vesz a 2023-as bajnokságban. |

| Győzelmek | Versenyző            | Első győzelem                  | Utolsó győzelem                   |
| --------- | -------------------- | ------------------------------ | --------------------------------- |
| 41        | Johan Kristoffersson | 2015 World RX of Portugal      | 2023 World RX of Hong Kong, China |
| 13        | Timmy Hansen         | 2014 World RX of Italy         | 2022 World RX of Catalunya        |
| 12        | Mattias Ekström      | 2014 World RX of Sweden        | 2020 World RX of Latvia           |
| 10        | Petter Solberg       | 2014 World RX of Portugal      | 2017 World RX of Great Britain    |
| 7         | Andreas Bakkerud     | 2014 World RX of Great Britain | 2019 World RX of Canada           |
| 7         | Niclas Grönholm      | 2019 World RX of Norway        | 2022 World RX of Portugal         |
| 3         | Kevin Hansen         | 2019 World RX of Abu Dhabi     | 2023 World RX of Hong Kong, China |
| 2         | Davy Jeanney         | 2015 World RX of Germany       | 2015 World RX of Canada           |
| 2         | Toomas Heikkinen     | 2014 World RX of Belgium       | 2015 World RX of Belgium          |
| 2         | Sébastien Loeb       | 2016 World RX of Latvia        | 2018 World RX of Belgium          |
| 1         | Reinis Nitišs        | 2014 World RX of Norway        | 2014 World RX of Norway           |
| 1         | Tanner Foust         | 2014 World RX of Finland       | 2014 World RX of Finland          |
| 1         | Robin Larsson        | 2015 World RX of Argentina     | 2015 World RX of Argentina        |
| 1         | Kevin Eriksson       | 2016 World RX of Germany       | 2016 World RX of Germany          |
| 1         | Tyimur Tyimerzjanov  | 2019 World RX of Belgium       | 2019 World RX of Belgium          |
| 1         | Sebastian Eriksson   | 2019 World RX of Sweden        | 2019 World RX of Sweden           |
| 1         | Timo Scheider        | 2023 World RX of South Africa  | 2023 World RX of South Africa     |

### Győztes modellek
| győzelmek | Autó            |
| --------- | --------------- |
| 41        | Volkswagen Polo |
| 19        | Peugeot 208     |
| 16        | Audi S1         |
| 9         | Citroën DS3     |
| 7         | Hyundai i20     |
| 6         | Ford Fiesta     |
| 4         | ZEROID X1       |
| 3         | Ford Focus      |
| 1         | Audi A1         |
| 1         | PWR RX1e        |

### Dobogót szerzett versenyzők listája
| Dobogók | Versenyzők            |
| ------- | --------------------- |
| 56      | Johan Kristoffersson  |
| 45      | Timmy Hansen          |
| 30      | Petter Solberg        |
| 30      | Andreas Bakkerud      |
| 27      | Mattias Ekström       |
| 21      | Kevin Hansen          |
| 17      | Sébastien Loeb        |
| 17      | Niclas Grönholm       |
| 14      | Niclas Grönholm       |
| 8       | Toomas Heikkinen      |
| 8       | Reinis Nitišs         |
| 7       | Ole Christian Veiby   |
| 6       | Robin Larsson         |
| 6       | Tyimur Tyimerzjanov   |
| 6       | Timo Scheider         |
| 4       | Anton Marklund        |
| 3       | Davy Jeanney          |
| 3       | Gustav Bergström      |
| 2       | Ken Block             |
| 2       | Tanner Foust          |
| 2       | Kevin Eriksson        |
| 2       | Jānis Baumanis        |
| 2       | Szabó Krisztián       |
| 1       | Andrew Jordan         |
| 1       | Liam Doran            |
| 1       | Jean-Baptiste Dubourg |
| 1       | Jerome Grosset-Janin  |
| 1       | Joni Wiman            |
| 1       | Richard Göransson     |
| 1       | Juha Rytkönen         |
| 1       | Sebastian Eriksson    |
| 1       | Kevin Abbring         |
| 1       | Yury Belevskiy        |
| 1       | Klara Andersson       |
| 1       | Patrick O'Donovan     |

## Országok, amelyek versenyt rendeztek
| Event / Szezon                        | 2014 | 2015 | 2016 | 2017 | 2018 | 2019 | Összes |
| ------------------------------------- | ---- | ---- | ---- | ---- | ---- | ---- | ------ |
| POR World RX of Portugal              |      |      |      |      |      |      | 5      |
| GBR World RX of Great Britain         |      |      |      |      |      |      | 6      |
| NOR World RX of Norway                |      |      |      |      |      |      | 6      |
| FIN World RX of Finland               |      |      |      |      |      |      | 1      |
| SWE World RX of Sweden                |      |      |      |      |      |      | 6      |
| BEL World RX of Belgium               |      |      |      |      |      |      | 5      |
| BEL World RX of Benelux               |      |      |      |      |      |      | 1      |
| CAN World RX of Canada                |      |      |      |      |      |      | 6      |
| FRA World RX of France                |      |      |      |      |      |      | 6      |
| GER World RX of Germany               |      |      |      |      |      |      | 5      |
| GER World RX of Hockenheim            |      |      |      |      |      |      | 3      |
| ITA World RX of Italy                 |      |      |      |      |      |      | 2      |
| TUR World RX of Turkey                |      |      |      |      |      |      | 2      |
| ARG World RX of Argentina             |      |      |      |      |      |      | 3      |
| ESP World RX of Barcelona             |      |      |      |      |      |      | 4      |
| ESP World RX of Barcelona – Catalunya |      |      |      |      |      |      | 1      |
| LAT World RX of Latvia                |      |      |      |      |      |      | 4      |
| RSA World RX of South Africa          |      |      |      |      |      |      | 3      |
| USA World RX of the USA               |      |      |      |      |      |      | 1      |
| UAE World RX of Abu Dhabi             |      |      |      |      |      |      | 1      |

## Megjegyzés
1. ↑  A 2023-as RX2e sorozat az Európa-bajnokság része volt, nem pedig a világbajnokságé, mint korábban.